# Serraca referendaria
Serraca referendaria är en fjärilsart som beskrevs av Felix Bryk 1948. Serraca referendaria ingår i släktet Serraca och familjen mätare. Inga underarter finns listade i Catalogue of Life.